# Plebejus oegiades
Plebejus oegiades är en fjärilsart som beskrevs av Gesch. Plebejus oegiades ingår i släktet Plebejus och familjen juvelvingar. Inga underarter finns listade i Catalogue of Life.